# Henri Deterding

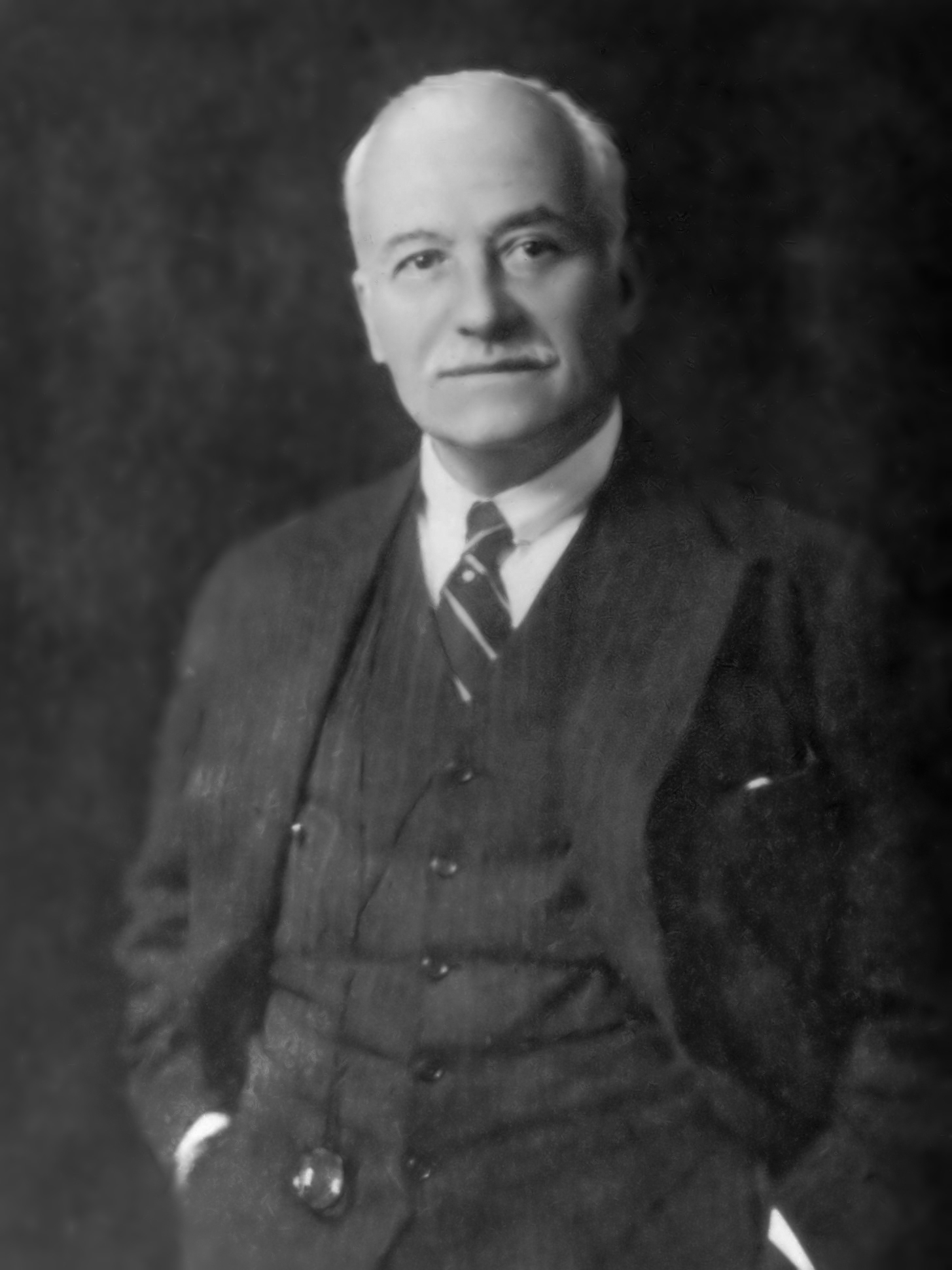
Henri Deterding (ongedateerde foto)

Henri Wilhelm August Deterding, (Amsterdam, 19 april 1866 – Sankt Moritz, 4 februari 1939) was een Nederlands ondernemer.

## Carrière
Deterding was de zoon van Philip Jacob Deterding, gezagvoerder bij de koopvaardij en Catharina Adolphina Geertruida Kayser. Hij heeft zijn vader niet gekend, daar deze in mei 1871 met zijn schip vanuit Amsterdam was vertrokken en in september 1871 te Makassar overleed. In Amsterdam bezocht hij de lagere school en de driejarige HBS. Als zestienjarige trad hij in augustus 1882 als jongste bediende in dienst bij de Twentsche Bankvereeniging op het Spui, waar hij een verdere opleiding kreeg. In september 1888 trad hij in dienst bij de Nederlandsche Handel-Maatschappij (NHM). Na een opleiding en examen werd hij na enkele maanden uitgezonden naar Medan (Sumatra).
In 1901 werd Deterding, na het overlijden van directeur J.B. August Kessler, zijn opvolger bij de N.V. Koninklijke Nederlandsche Maatschappij tot Exploitatie van Petroleumbronnen in Nederlandsch-Indië (K.N.M.E.P.). Hij was de motor achter een Europese coalitie tegen de Amerikaanse oliemaatschappij Standard Oil, die zich aan prijsdumping schuldig maakte, en was tot 1937 directeur bij Koninklijke Shell.  
Deterding verkreeg door de samenwerking met Shell de toegang tot het kapitaal van de bankiersfamilie Rothschild. Hierdoor wist hij in hoog tempo vestigingen te realiseren in olierijke landen, zoals Roemenië, Venezuela en Mexico. Doordat het machtige bedrijf Standard Oil (Esso) van John D. Rockefeller als gevolg van een gerechtelijke uitspraak in 1911 ontbonden moest worden in 34 kleine maatschappijen, waardoor de monopoliepositie van Standard Oil gebroken was, kon Deterding doordringen tot in de Verenigde Staten. Doordat Deterding het oliewinningsproces in samenwerking met andere olieproducenten beheerste, liep de productie nooit te ver op, en bleven de prijzen voor ruwe olie beheersbaar. Hij had de bijnaam The Petrol Napoleon. Zijn relatieve onbekendheid is te wijten aan zijn sympathieën voor het naziregime van Adolf Hitler, waardoor hij in de vergetelheid belandde.

## Huwelijken en gezin
Deterding trouwde in 1894 met Catharina Louisa Neubronner. Uit dit huwelijk werden twee zoons en een dochter geboren. Na haar overlijden in 1916 huwde hij in 1924 met Lydia Pawlowna Koudoyaroff, de dochter van een Russische generaal. Uit dit huwelijk werden twee dochters geboren. In 1936 volgde de scheiding. In 1936 trouwde hij met Charlotte Minna Knaack. Ook uit dit huwelijk werden twee dochters geboren.
In 1920 werd hij sir, hoewel hij als buitenlander officieel de titel KBE (Hon.) (honorary Knight of the British Empire) achter zijn naam hoorde te plaatsen.
Op grond van zijn verdiensten werd hij in 1928 door de Technische Hogeschool te Delft benoemd tot doctor honoris causa in de technische wetenschappen.

## Plan Deterding
In 1936 trouwde Deterding voor de derde maal, en met zijn jonge Duitse bruid (die voordien zijn secretaresse was geweest) vestigde hij zich in nazi-Duitsland. Regelmatig gaf hij blijk van een positieve gezindheid tegenover het regime van Adolf Hitler. In Nederland had hij, in overleg met de regering, het Plan Deterding opgesteld, waarbij hij tien miljoen gulden beschikbaar stelde voor het opkopen van agrarische producten in Nederland om deze te verkopen aan de Duitse bevolking, waar op dat moment een grote deviezenschaarste heerste. Miljoenen eieren, honderden tonnen kaas en tienduizenden koeien en varkens werden op een overtollige Nederlandse agrarische markt opgekocht en naar Duitsland geëxporteerd. Hiermee werd tevens een kleine verbetering gegeven aan de zeer slechte prijzen die toen voor deze producten golden. Het Ministerie van Landbouw alsmede de boerenorganisaties waren vol lof over deze ingreep, die tevens beschouwd kan worden in het licht van de door de overheid gewenste verbetering van de handelsbetrekkingen (inzake landbouwproducten) met Duitsland. De uitvoering van het Plan Deterding legde hij in handen van zijn secretaris Marius Dijt die hem reeds eerder had geadviseerd in landbouwaangelegenheden. 
Deterding die zich in Mecklenburg zou gaan vestigen, wilde zijn vermogen buiten de Duitse deviezenbepalingen houden. Door landbouwprodukten tegen wereldmarktprijs te kopen, zou hij een grote winst in marken maken, met welke winst hij in Duitsland belastingen zou kunnen betalen. De opbrengst werd geschonken aan de Duitse Winterhulp.

## Schloss Dobbin
Na zijn aftreden als directeur van Koninklijke Shell was Deterding met zijn vrouw Charlotte op het Schloss Dobbin gaan wonen. Voorheen was dit eigendom geweest van prins Hendrik van Mecklenburg-Schwerin. Het Schloss Dobbin is gelegen in de gemeente Dobbin-Linstow van de Duitse deelstaat Mecklenburg tussen Berlijn en Rostock. In deze omgeving woonde ook zijn persoonlijke vriend, de directeur van de Deutsche Bank Emil Georg von Stauss, die hier ook een landgoed bezat, terwijl de familie Thyssens het nabijgelegen landgoed Gross Lüsewitz bezat.
Deterding ontving hier regelmatig Hermann Goering en andere leiders van het Derde Rijk voor jachtpartijen. Daarbij werden ook zaken besproken. Zo zegde hij in januari 1936 toe, om de ontwikkeling van de Volkswagen te financieren met 30 miljoen Rijksmark.

## Overlijden
De Britse krant de Daily Mail berichtte op 27 juni 1924 dat Deterding was overleden. De New York Times nam dit bericht over.
Diezelfde dag schreef de Nederlandse gezant in Londen, Reneke De Marees van Swinderen, aan de Nederlandse minister van Buitenlandse Zaken Herman van Karnebeek:
"P.S. Ik kon de verleiding niet weerstaan om hierbij in te sluiten de necrologie door de Daily Mail heden gewijd aan den gelukkig springlevenden Deterding."
Deterding overleed pas in 1939, op 72-jarige leeftijd aan een hartstilstand, tijdens zijn verblijf op wintersport in Sankt Moritz. Zijn stoffelijk overschot werd overgebracht naar Dobbin, waar tijdens zijn begrafenis ook een ware schare naziprominenten aanwezig was. Adolf Hitler had een krans laten bezorgen, terwijl hakenkruisvlaggen de kist omringden. De grafrede werd uitgesproken door Emil Georg von Stauss, die Deterding als een van de tegenstanders van het wereldbolsjewisme prees. Enkele weken na zijn dood beviel zijn vrouw Charlotte in Berlijn van hun tweede dochter, die de namen kreeg van Henrietta Wilhelmina Augustina, de vrouwelijke varianten van de namen van haar vader. Ze was het zevende kind van Deterding.
In 1968 werd zijn stoffelijk overschot overgebracht van het toen in de DDR gelegen Dobbin naar een begraafplaats in Liechtenstein.